# 貝托·馬隆
貝托·馬隆 ，(Beto Malones De Silver )，是一名尼日利亞職業足球運動員，司職前鋒，現時效力广东粤超联赛球隊汕尾欧源。